# Каспер Богард
Ка́спер Бо́гард (нід. Kasper Boogaard; нар. 26 січня 2006) — нідерландський футболіст, півзахисник клубу АЗ, який виступає за резервну команду «Йонг АЗ».

## Клубна кар'єра
Вихованець команди «Тексель'94», в 2017 року приєднався до академії АЗ.
5 лютого 2024 року дебютував за резервну команду «Йонг АЗ» в матчі Еерстедивізі проти «Роди», замінивши Луку Постму.
8 липня 2025 року продовжив контракт з АЗ до середини 2029 року.

## Кар'єра в збірній
В травні 2025 року потрапив в заявку збірної до 19 років на юнацький чемпіонат Європи в Румунії. На турнірі провів п'ять матчів, а його команда вперше в історії стала переможцем чемпіонату Європи в цій віковій категорії.

## Статистика виступів
Станом на 28 квітня 2025 
| Клуб              | Сезон             | Чемпіонат         | Чемпіонат | Чемпіонат | Кубок | Кубок | Єврокубки | Єврокубки | Інші  | Інші | Всього | Всього |
| Клуб              | Сезон             | Дивізіон          | Матчі     | Голи      | Матчі | Голи  | Матчі     | Голи      | Матчі | Голи | Матчі  | Голи   |
| ----------------- | ----------------- | ----------------- | --------- | --------- | ----- | ----- | --------- | --------- | ----- | ---- | ------ | ------ |
| Йонг АЗ           | 2023–24           | Еерстедивізі      | 1         | 0         | —     | —     | —         | —         | —     | —    | 1      | 0      |
| Йонг АЗ           | 2024–25           | Еерстедивізі      | 17        | 0         | —     | —     | —         | —         | —     | —    | 17     | 0      |
| Всього за кар'єру | Всього за кар'єру | Всього за кар'єру | 18        | 0         | 0     | 0     | 0         | 0         | 0     | 0    | 18     | 0      |

## Досягнення
Збірна Нідерландів (до 19)
- Переможець юнацького чемпіонату Європи (до 19 років): 2025[9]